# 李光根
李光根（리광근，?—），北韓政治家，任職國家合營投資委員會委員長及最高人民會議代議員。有報導指，他是已被處決處官員張成澤的親信。

## 生平
李光根出生於咸鏡南道，後於平壤外國語大學和金日成綜合大學的德語系畢業。1982年，他被派到孟加拉大使館工作。1995年，改派到德國當經濟參事。3年後，他返國後被委任為平壤一出入口公司當副經理。翌年，升為總理。2001年12月，成為北韓足球協會的委員長。2003年，首度當選為最高人民會議的代議員。
2004年4月， 李光根出任貿易部部長一職。兩年後，離任足球協會委員長。2012年，被任命為國家合營投資委員會的委員長。分析指，最高領導人金正恩起用他擔任此職是由於看中其廣闊的人際關係。2014年3月，他再次當選為最高人民會議的代議員。

## 資料來源
1. ↑  韩情报一把手析张成泽事件 称其利益冲突牺牲品 （页面存档备份，存于） 《環球網》 2013 12 24
2. 1 2 3 4 5 6  .   [2014-04-10]. （原始内容存档于2019-11-02）.
3. ↑  "김정은 체제의 외화유치 실세는 누구?" （页面存档备份，存于） 《自由亞洲》 2012 10 4